# 托马斯·普勒塞尔
托马斯·普勒塞尔（德語：Thomas Plößel，1988年4月29日—），德国男子帆船运动员。他曾代表德国参加2016年和2020年夏季奥林匹克运动会帆船比赛，获得二枚铜牌，均来自男子49人级项目。